# ヒオドン目
ヒオドン目（学名：Hiodontiformes）は、硬骨魚綱の分類群（目）の一つ。ヒオドン科のみで構成され、ムーンアイなど1属2種が含まれる。

## 分布
ヒオドン目に所属する現生の魚類は2種のみで、いずれも北アメリカに分布する淡水魚である。分布範囲はマッケンジー川、サスカチュワン川、ミシシッピ川およびセントローレンス川の関連水系に限られる。

## 形態
左右に平たく側扁した体型をもつ。最大で全長51センチメートルに達する。
臀鰭の形態に性的二形がみられる。臀鰭の長さは中程度で、23 - 33軟条で構成される。尾鰭は深く二叉し、臀鰭とは連続しない。明瞭な腹鰭をもち、鰭条は7本。
鼻骨は管状で、強く湾曲する。皮蝶耳骨は三放射状。鰓蓋骨には後背側に反り返った突起が存在する。下鰓蓋骨をもち、鰓条骨は7 - 10本。側線鱗は54 - 61枚。

## 分類
ヒオドン目はアロワナ目とともにアロワナ上目を構成し、ヒオドン科のみ1科1属2種を含む。本目はかつてアロワナ目に含められていたが、Nelson（2006）において独立の目とされた。後に行われた分子系統解析の結果も、この位置付けを支持している。

### ヒオドン科

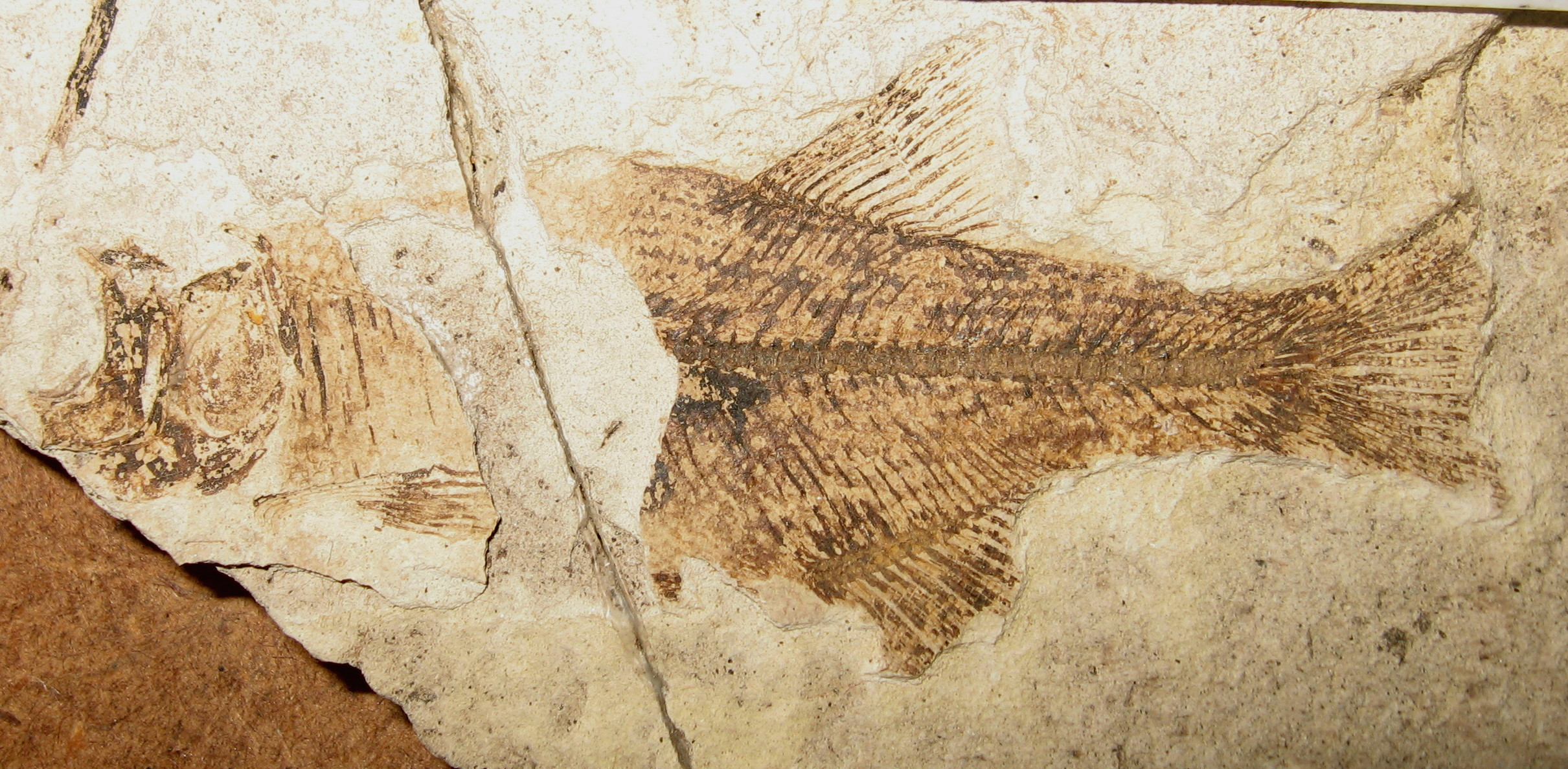
ヒオドン属の化石種（Hiodon woodruffi）。ヒオドン類の化石種は近年増加傾向にある

ヒオドン科 Hiodontidae には、Nelson（2016）の体系において1属2種が認められている。2種は背鰭の鰭条数によって区別され、ムーンアイ（11-12本）の方がゴールドアイ（9-10本）よりも多い。
中国大陸の白亜紀の地層から、絶滅したヒオドン類として Plesiolycoptera および Yanbiania の2属が知られている。北アメリカ西部から化石が出土している始新世の Eohiodon 属は、現生のヒオドン属のシノニムであることが示唆されている。
- ヒオドン属 Hiodon
  - ゴールドアイ Hiodon alosoides
  - ムーンアイ Hiodon tergisus